# Security of Supply Centre of Excellence
Security of Supply Centre of Excellence (SOSCOE) är ett kompetenscentrum med fokus på försörjningstrygghet. Organisationen samlar experter från NATO, Europeiska unionen (EU) samt aktörer från den privata sektorn. Organisationen arbetar (2025) för att bli ackrediterad av NATO.
Centret ligger i Karlskoga och har i uppdrag att utveckla metoder för att upprätthålla försörjningskedjor som är avgörande för försvaret och samhällets motståndskraft.
18 december 2024 uppnådde SOSCOE Initial Operational Capability (IOC), det vill säga att verksamheten nu var igång, något som var ett viktigt steg i att stärka både motståndskraft och samarbetsförmåga mellan NATO och dess medlemsländer.
SOSCOE fokuserar framför allt på försörjningsutmaningar i Nordeuropa, med ambitionen att bygga starka och säkra försörjningsnätverk som stödjer såväl nationella som EU-gemensamma säkerhetsmål. Målet är att omsätta försvarssatsningar i konkret kapacitet.
Den 24 april 2025 tog regionala tillväxtnämnden i Region Örebro beslut om att finansiellt stödja utvecklingen av SOSCOE. Karlskoga kommun finansierar med samma belopp. Målet är att centret skall fortsätta växa under 2025 och 2026 i syfte att kunna inleda en ackrediteringsprocess under 2026.
Under 2025 sysselsatte SOSCOE ca 100 personer inom 8 olika aktiva projekt. SOSCOE driver den officiella NATO-övningen "NORDIC PINE" och etablerar under året NATO-övningen "SUPPLY CHALLENGE". Centret driver också projektet "Autonomous transport swarms" genom NATO Science & Technology's så kallade "Exploratory teams". På samma sätt drivs projektet "A Research Roadmap to determine NATO-wide synergies in the broader Defence Technological and Industrial Base". Flera ansökningar till nya projekt lämnas in till NATO STO under året.